# Kleines Blasenmützenmoos
Das Kleine Blasenmützenmoos (Physcomitrium patens, auch Physcomitrella patens) ist ein Laubmoos aus der Familie der Funariaceae. Es dient als Modellorganismus in der Erforschung von Evolution, Entwicklung und Physiologie der Pflanzen.

## Merkmale

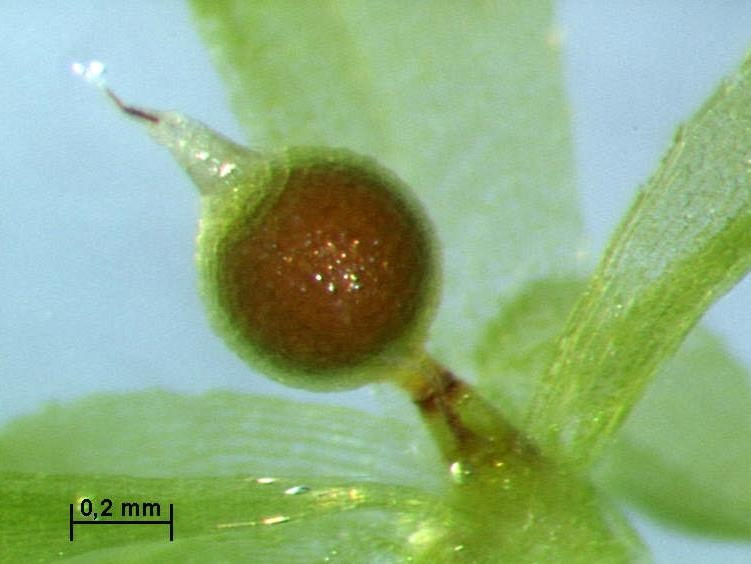
Kleistokarper Sporophyt (Sporenkapsel) von Physcomitrella patens
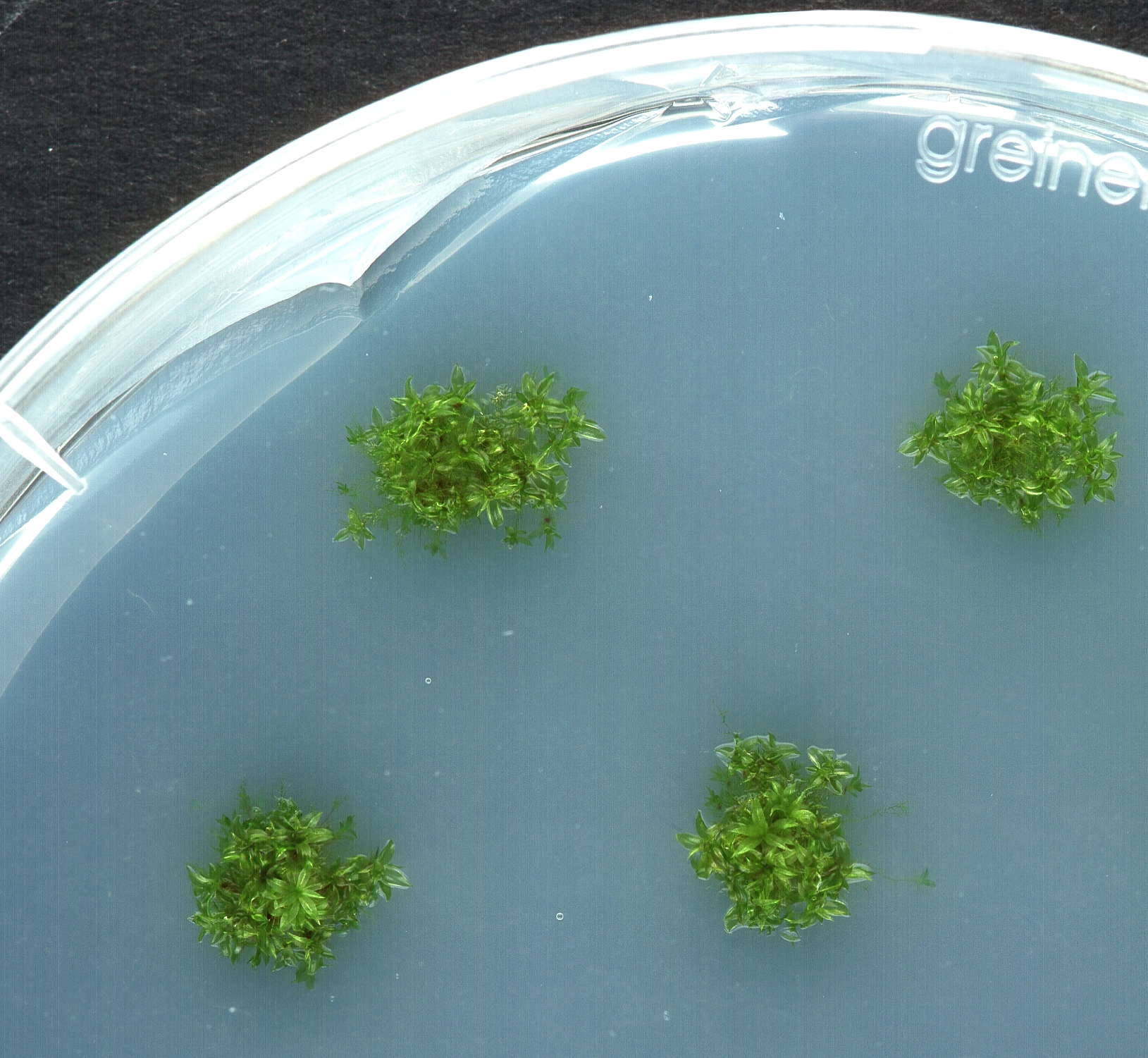
Axenische In-vitro-Kultivierung von Physcomitrella patens
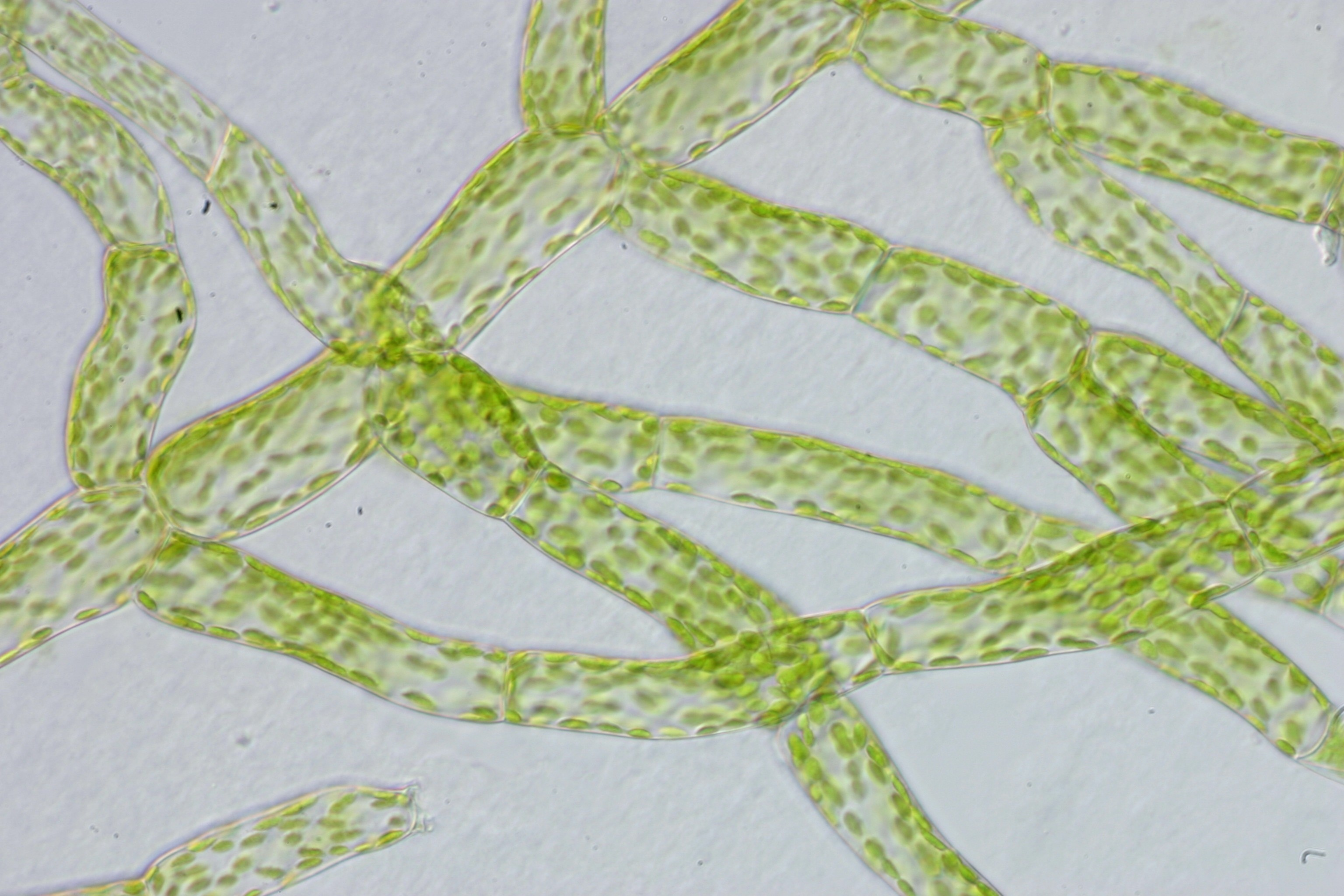
Protonemazellen des Laubmooses Physcomitrella patens
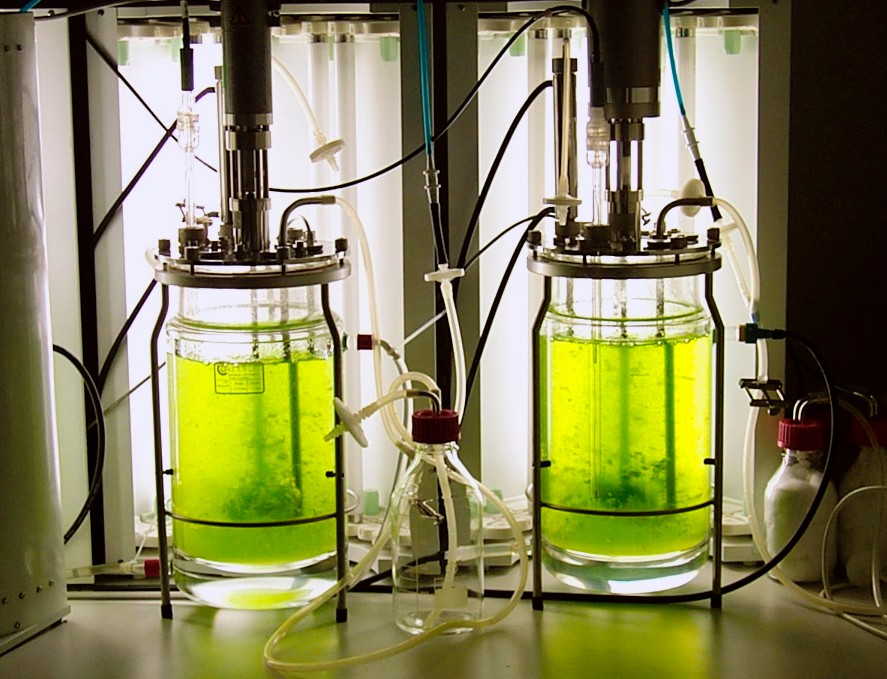
Moosbioreaktor mit Physcomitrella patens
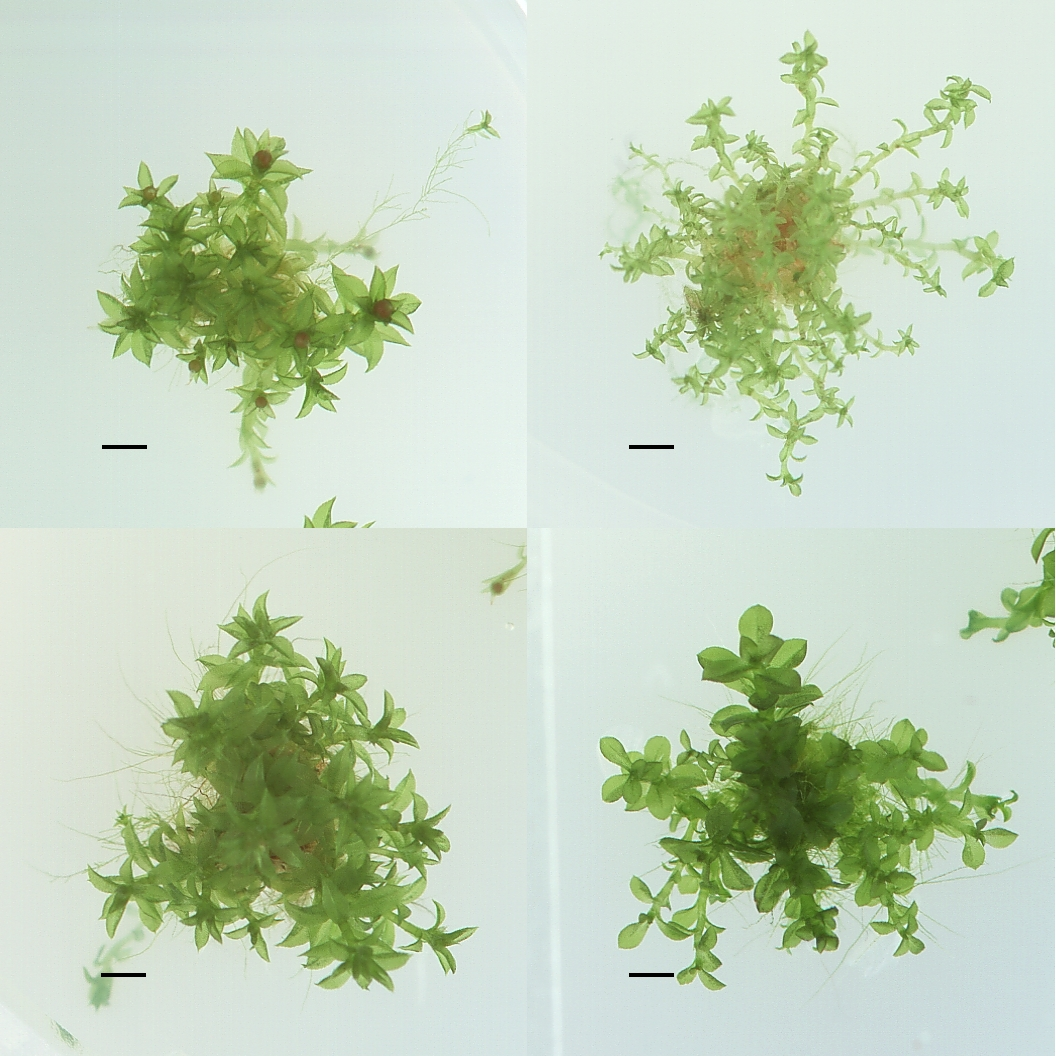
Vier verschiedene Ökotypen von Physcomitrella patens aus der Kollektion des IMSC
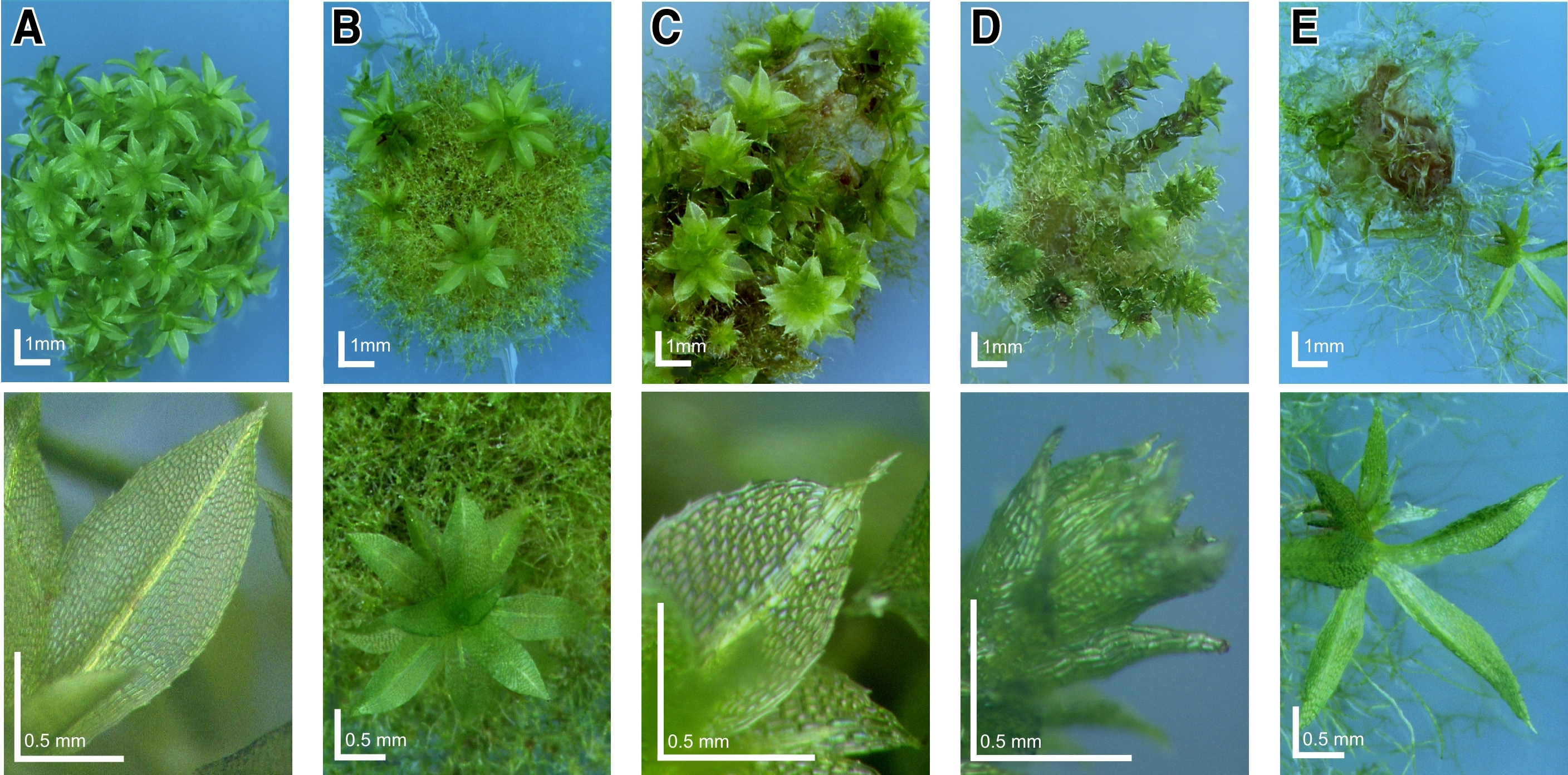
Vom Physcomitrella-Wildtyp (A) abgeleitete Phänotypen (B–D).

Die Pflanzen werden bis 5 mm hoch und stehen in lockeren Herden. Die oberen Blätter sind vergrößert, breit lanzettlich und am Rand stumpf gezähnt. Die Blattrippe endet knapp unterhalb der Blattspitze. Die Laminazellen sind groß und rhombisch.
Physcomitrella patens ist ein kleistokarpes Moos. Die Kapsel besitzt keinen Deckel, ist kugelig mit einer kurzen Spitze. Sie steht auf einer kurzen Seta und ist von den Blättern umschlossen.
Die Art ist sehr kurzlebig, sie vollführt ihren Lebenszyklus in nur vier Wochen.

## Verbreitung und Standorte
Die Art kommt in Eurasien und Nordamerika vor. Sie wächst auf verschlammten oder tonigen Böden, vor allem an trockengefallenen Flussufern und abgelassenen Teichen. In höheren Lagen fehlt sie.

## Entwicklung
Die haploide Meiospore keimt unter Einfluss von Licht und Wasser zum fädigen Protonema (gelegentlich auch „Vorkeim“ oder, insbesondere in der alten Literatur, „Confervenfäden“ genannt), das zunächst aus Chloronemazellen besteht. Unter dem Einfluss von Auxin differenziert dieses zu Caulonemazellen. Beide Zelltypen wachsen durch einschneidige Scheitelzellen. Das Protonema stellt die juvenile Form des Gametophyten dar. Der unter dem Einfluss von Cytokinin erfolgende Übergang zum Wachstum mittels dreischneidiger Scheitelzellen, der Induktion der Moosknospe, markiert den Übergang zum adulten Gametophyten, dem in Stämmchen, Blättchen und Rhizoide gegliederten Moospflänzchen (siehe auch Thallus). Da dieses terminal die Gametangien, die weiblichen Archegonien und männlichen Antheridien trägt (Physcomitrella patens ist monözisch), nennt man diese Moospflänzchen im Fachausdruck auch Gametophoren. Die Induktion der Gametangien erfolgt bei Physcomitrella im Kurztag und bei niedrigen Temperaturen. Jedes Archegonium enthält eine Eizelle. Die Befruchtung der Eizelle durch die frei beweglichen Spermatozoide erfordert eine Verbindung von Archegonium und Antheridium durch Wasser, zum Beispiel durch einen Tautropfen. Der sich im Archegonium entwickelnde Embryo stellt den diploiden Sporophyten (die „Mooskapsel“) dar. Er lebt epiphytisch auf dem Gametophor und wird durch diesen ernährt. Physcomitrella trägt maximal eine Sporenkapsel pro Gametophor, das heißt, von den mehreren befruchtungsfähigen Archegonien pro Gametophor entwickelt sich nur eines zum reifen Sporophyten. Der sich im Archegonium entwickelnde Sporophyt zerreißt beim Wachsen das Archegonium. Der Archegonienhals verbleibt locker mit dem Sporophyten verbunden – dieser Rest wird als Kalyptra bezeichnet. Nach unten ist der Sporophyt über ein „Stielchen“, die Seta, mit dem Gametophor verbunden. Bei Physcomitrella patens ist die Seta sehr kurz und der Sporophyt sekundär reduziert; er ist kleistokarp. Dies bedeutet, dass die sich nach der Meiose im Sporophyten gebildeten Meiosporen nicht durch eine vorherbestimmte Öffnung den Sporophyten verlassen, sondern dass dieser zerreißen oder platzen muss, um die Sporen freizulassen.

## Modellorganismus
Physcomitrella patens wird als Modellorganismus verwendet, da sie die einzige bekannte Pflanze mit sehr effizienter Homologer Rekombination ist.
In dieser Eigenschaft gleicht P. patens der Bäckerhefe.
Durch diese Technik des Gene-Targeting kann ein DNA-Fragment an einer vorher bestimmten Stelle des Genoms integriert werden. Die so erzeugten Knockout-Moose sind hilfreich bei der Aufklärung der Funktion von Genen.
Diese Technik nennt man Reverse Genetik.
So können Fragen zur Evolution der Pflanzen gelöst werden. Das Genom von P. patens mit rund 500 Millionen Basenpaaren (Mbp), die in 27 Chromosomen organisiert sind, wurde im Jahr 2007 komplett sequenziert. Die Anzahl der Gene wurde mit 34.835 bestimmt.
Daneben hat P. patens Bedeutung in der Biotechnologie, zum Beispiel in der Produktion von Arzneistoffen, in einem von Ralf Reski entwickelten Moosbioreaktor.
Verschiedene Ökotypen, Mutanten sowie transgene Stämme von P. patens sind im International Moss Stock Center hinterlegt.